# باري كلارك
باري كلارك هو مقدم برامج إذاعية وسياسي كندي، ولد في 27 نوفمبر 1932 في كندا، وتوفي في 16 مارس 2018. حزبياً، نشط في BC United ‏. وقد انتخب عضو الجمعية التشريعية لكولومبيا البريطانية ‏ (1967 – 1972) وانتخب عضو المجلس المحلي ‏.